# 电子娱乐展
電子娛樂展（常縮寫「E3」），是美國电子游戏产业的贸易展览会，由娱乐软件协会（ESA）組織和舉辦。該展覽會過去曾是游戏开发者、電子遊戲發行商、硬體和配件製造商等單位，向零售商和媒體發表即將推出的遊戲和相關商品的重要平台。其爭E3包含一個主展廳，供參展者展示他們的作品和即將銷售的產品。在活動之前和期間，通常會舉辦新闻发布会，宣布最新的遊戲和產品。

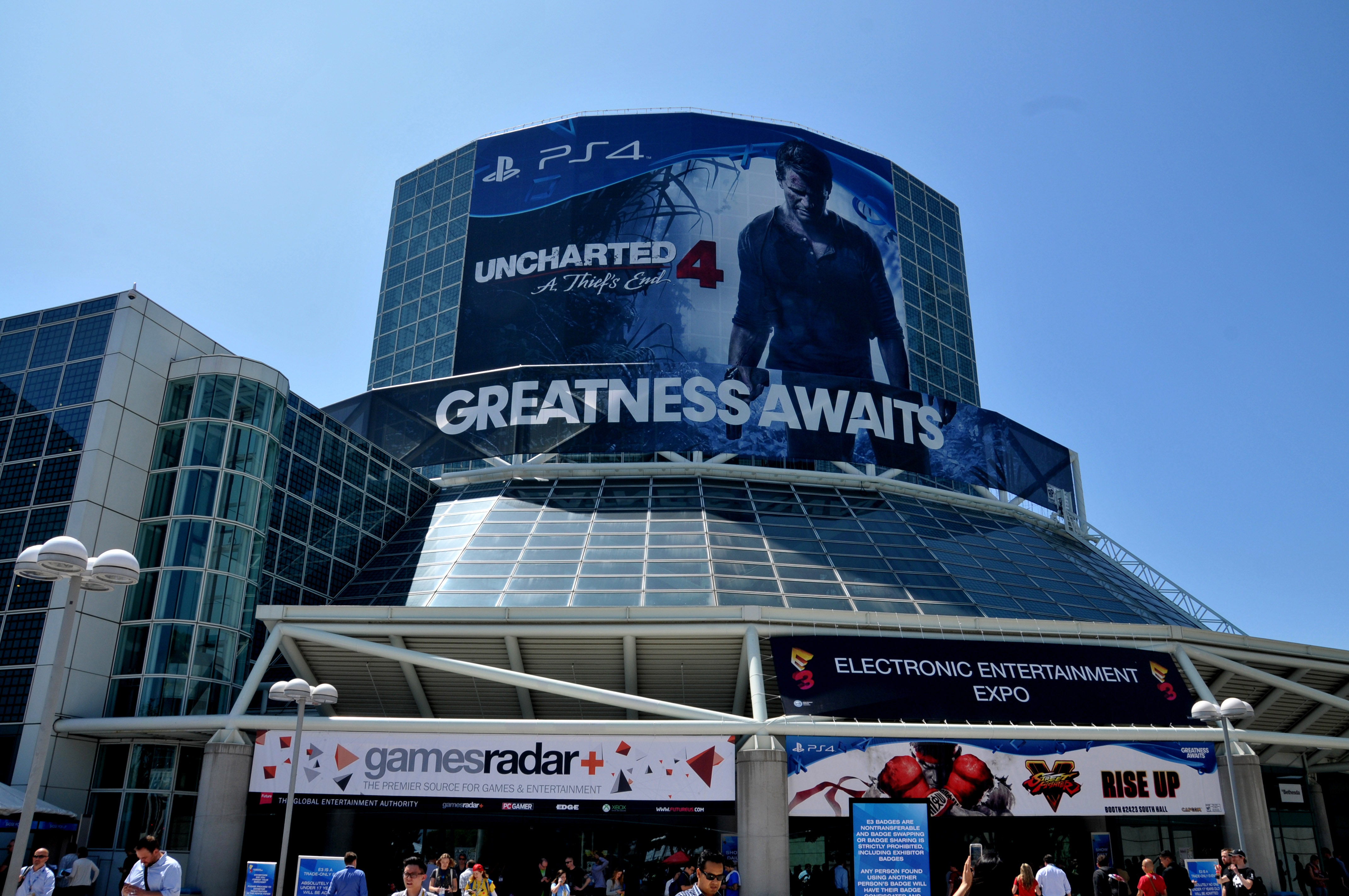
E3 2015

隨著時間推移，E3因其重要性和影響力而成為全球年度最大的遊戲博覽會。在2017年之前，E3僅限於遊戲產業內的專業人士參與。然而，隨著串流媒體的興起，一些新聞發布會開放給公眾觀眾以提高知名度。2017年，E3首次向公眾開放，提供15,000張普通入場證。
每年6月，E3將在洛杉矶会展中心舉辦（1995年至2006年、2008年至2019年）。由於2019冠状病毒病疫情的爆發，E3在2020年首次取消，並在2021年轉為線上舉行。原本ESA計劃在2022年恢復全面的現場會議，但由於一些發行商選擇自行舉辦或參與其他活動，導致取消2022年的實體活動。ESA計劃在2023年由ReedPop的協助下恢復全面現場會議。然而，由於一些發行商已經開始自己組織展示活動，並有夏季遊戲節等替代活動存在，很少有發行商確定參與E3 2023。ESA選擇取消2023年的活動，並在這段時間內評估未來活動的變化。
2023年12月12日，ESA宣布永久停办E3。

## E3的一周活动
E3每年举办為期一周的活动都是早已規劃的，参加的人很容易安排自己的行程，这样的举措也方便了采访展会的记者们。
很多著名的厂商（比如索尼、微软和任天堂）在“E3一周”的周一和周二都会举办一个新闻发布会。一般来说像E3这种大型展会举办的时候，洛杉矶市区和附近的旅馆都会爆满，大量的工作人员会在各处为自己公司的新产品拉起横幅造势。从周二到周四，面向游戏发行商和制作者的大会就會召开，大家会聚在一起讨论游戏业以后的发展方向。这个会议通常会在展厅二层最里面的房间举行，以便避开公众的目光。
星期三开始，连续三天的大展就會开幕，参加者都会聚到展厅之内。此后的每天早上，基夫·戴维斯（Ziff Davis）都会撰写文章报道展会的事情，包括比赛的情况、参观指导等等。星期五是展会结束的日子，通常这天参观时间是最短的。

## 展場规划
洛杉矶会展中心总建筑面积达540,000平方英尺（大约50,000平方米），整个展览跨越五个大厅。会展中心占地两个街区，和NBA球队洛杉矶湖人队的主场斯台普斯中心共處同一个街区。如果参展者开车来的话，可以把车停在西厅的地下，每天需要支付10美元。

### 展示大厅
展会的五个大厅分别为：肯提亚厅（Kentia）、迫提厅（Petree）、南厅（South Hall）、交流厅（Concourse Hall）和西厅（West Hall）。一般来说发行商们都会尽早订下展览的摊位。資本雄厚的大型公司常会花費大筆預算規劃一个引人注目的摊位區。

### 集合厅和广场
交流厅、西厅和南厅是通过一个小厅连接在一起的。在这个厅里面会进行注册、分拣行李和其他一些周边工作。与会者可以把自己的包寄存在这里，而基夫的专栏报也会在这里出售。这个小厅的结构是全钢化玻璃的，亲身体验的感觉会让人难以忘记。
交流厅会把四个摊位作为主打，另外加上一些媒体所处的区域。在交流厅里面，有个巨大的落地窗墙可供人们欣赏洛杉矶城的美景。

### 南厅
南厅是E3中最大的展厅，也是通常的主厅。微软和其他歐美的开发公司通常会选择南厅作为自己的基地。

### Kentia和Petree大厅
这两个厅是最小的。前者用来让硬件厂商展示自己的产品，后者一般是小公司的集散地。

### 西厅
西厅的主要展商来自亚洲，包括任天堂和索尼。一些游戏的门户网站比如Gamespy和IGN的采访基地就设立在西厅中，他们可以方便的采访各个厂商获得最新的信息。

## 历史

E3標誌（1998年至2017年間使用）

### 2020年后
因2019冠状病毒病疫情，2020年展会取消，2021年改为线上展览，2022年再次取消。
2023年，随着各国逐步放宽疫情管制措施，原计划于6月13日至6月16日在洛杉磯會議中心举办2023年展会。但自2022年取消并宣布2023年复办后，多家主要游戏主机和软件开发大厂（包括Xbox的微软、PlayStation的索尼互動娛樂、任天堂，育碧、世嘉、腾讯等）宣布不再参展，改为自己举办线上或实体展览，E3主办方最终于2023年3月31日宣布展览取消。
最终，2023年12月12日，ESA宣布E3永久停办。

## 另見
- 巴西遊戲展（英语：Brasil_Game_Show）
- 游戏开发者大会
- Gamescom
- 东京电玩展
- PAX游戏展
- ChinaJoy